# Droga wojewódzka 480
Die Droga wojewódzka 480 (DW 480) ist eine 40 Kilometer lange Droga wojewódzka (Woiwodschaftsstraße) in der polnischen Woiwodschaft Łódź, die Sieradz mit Szczerców verbindet. Die Strecke liegt im Powiat Sieradzki, im Powiat Łaski und im Powiat Bełchatowski.

## Streckenverlauf
Woiwodschaft Łódź, Powiat Sieradzki
-  Sieradz (S 8, DK 12, DK 83, DW 479, DW 482)
- Stoczki
- Witów
- Burzenin (Burzenin)

Woiwodschaft Łódź, Powiat Łaski
-  Widawa (Widawa) (DW 481)
- Kolonia Zawady
- Chociw
- Łazów
- Klęcz
- Restarzew Cmentarny

Woiwodschaft Łódź, Powiat Bełchatowski
- Dubie
-  Szczerców (Szczercow) (DK 74, DW 483)